# Vardenut
Vardenut (in armeno Վարդենուտ?, in passato Shirakala) è un comune dell'Armenia di 852 abitanti (2001) della provincia di Aragatsotn.
La cittadina è stata fondata nel 1829 da emigranti persiani, come accordo in uno scambio di persone durante il Trattato di Turkmenchay.